# Rathdrum (Idaho)
Rathdrum is een plaats (city) in de Amerikaanse staat Idaho, en valt bestuurlijk gezien onder Kootenai County.

## Demografie
Bij de volkstelling in 2000 werd het aantal inwoners vastgesteld op 4816.
In 2006 is het aantal inwoners door het United States Census Bureau geschat op 6308, een stijging van 1492 (31,0%).

## Geografie
Volgens het United States Census Bureau beslaat de plaats een oppervlakte van
12,5 km², geheel bestaande uit land. Rathdrum ligt op ongeveer 687 m boven zeeniveau.

## Plaatsen in de nabije omgeving
De onderstaande figuur toont nabijgelegen plaatsen in een straal van 12 km rond Rathdrum.